# Ana Peleteiro-Compaoré
Ana Peleteiro-Compaoré Brión, född 2 december 1995, är en spansk friidrottare som tävlar i tresteg.

## Karriär
Ana Peleteiro tog brons i tresteg vid inomhusvärldsmästerskapen i friidrott 2024. Vid olympiska sommarspelen 2020 tog hon brons i tresteg.